# Малага (вино)
Мала́га (исп. Málaga) — испанское десертное вино из винограда, выращенного в андалусийской провинции Малага, в частности, в окрестностях города Малага и у подножья Малагских гор. Одно из самых сладких вин мира, где содержание фруктозы нередко достигает 400 граммов на литр. Характерный смолисто-коричневый цвет (а иногда и горьковатый оттенок жжёного сахара) ему придаёт концентрированное уваренное сусло, или сироп («колер», исп. arrope, араб. رب‎). 
Винодельческая микрозона, или аппелласьон (уровень DOP) зарегистрирована 8 сентября 1933 года, одной из первых в мире. Наряду с зоной производства хересных вин это один из двух традиционных центров андалусского виноделия. В XVII—XIX веках малагские вина относились к числу самых востребованных в мире, а их производство служило оплотом региональной экономики. В середине XIX века виноградники Малаги уступали в Испании по площади только виноградникам Хереса. Общая утрата интереса потребителей к десертным винам сильнее всего ударила именно по производителям малаги: занятые виноградниками площади сократились за столетие более чем в сто раз, а из сотни с лишним винных домов в центре Малаги не закрылись только два. 
Как и другие регионы, которые веками специализировались на десертных винах (как, например, Токай), малагские виноделы во второй половине XX века вынуждены были ввести в свои линейки сухие и полусухие вина. Как и в случае с Токаем, важно отличать традиционное десертное малагское вино из подсушенного винограда (о котором идёт речь ниже) от иной винодельческой продукции Малаги, выпускаемой под эгидой аппелласьона Сьеррас-де-Малага (Sierras de Málaga). Многие местные виноградники, прежде поставлявшие виноград на винодельни, теперь занимаются производством изюма (который также имеет статус DOP). 

## Виноградарская база
Современная Малага — один из наименьших по площади виноградников и объёму выпускаемой продукции аппелласьонов уровня DO(P). В 2014 году виноградники Малаги занимали лишь 1000 га на средней высоте 600 метров, а производством десертных вин на продажу занимались всего 45 хозяйств.  
По традиции виноградарская база Малаги распадается на четыре части. Основная часть винограда происходит с плато Антекера, расположенного в 50 км к северу от города Малага. Традиционно здесь преобладает сахаристый виноград педро-хименес, идеально приспособленный к жаркому климату южной Испании (хотя в 1980-е годы часть виноградников была перепрофилирована под айрен). Не более 10 % педро-хименеса завозится на винодельни Малаги из соседнего аппелласьона Монтилья-Морилес.
В менее жарком районе Малагских гор, расположенном непосредственно к северу от города, предпочитают культивировать москатель (то есть александрийский мускат). Виноградники к востоку и западу от города, засаженные тем же сортом, в современных условиях не могут сбыть свою продукцию винодельням и поэтому сушат собранный виноград для производства качественного изюма.

## Технология выработки
Обычно вино изготавливается из белого винограда сортов педро-хименес и москатель; реже используются мальвазия и альбильо. При традиционном способе производства созревший виноград оставляют ещё на несколько дней увяливаться на кустах на солнце для того, чтобы повысить сахаристость сусла, а собранный виноград в течение одной—трёх недель сушат под лучами солнца на круглых циновках по 11-12 кг гроздей.  Выдерживается вино в бочках из американского дуба объёмом не более 800 литров, ежегодно обновляемых по системе «солера».
Используемые сорта винограда не обладают кислотностью и легко накапливают сахар, что вкупе с последующей сушкой гарантирует приторность производимого вина. Малага обладает маслянистым, полным, тягучим вкусом с нюансами карамели, иногда с небольшой горечью. Специфическая особенность вкуса малаги — уваренные и пригорело-смолистые тона, которые в процессе выдержки обогащаются оттенками чернослива и кофе. Своеобразие смолистого аромата и букета малаги состоит в приятных токайских и мадерных оттенках, хорошо сочетающихся с альдегидо-фурфурольными и карамельными тонами жжёного сахара. 
Малага — обычно очень сладкое ликёрное (креплёное) вино, которое имеет тусклый цвет (в диапазоне от светло-жёлтого до тёмно-янтарного) с преобладанием жёлто-коричневых и каштановых оттенков. Вино малага бывает: по цвету — от золотисто-янтарного до чёрного; по степени созревания — молодым и выдержанным; с ароматами — фруктов и цветов. Горчащий привкус (ощущение «жжёнки») свидетельствует о переизбытке в вине сиропа (арропе).
Купажируются три вида: самотёк, сусло первого давления и сусло второго давления. Сусло-самотёк получается стеканием сока спелого винограда в специальных ситах без механического давления. Испанцы называют его «слезой» (исп. lágrima). Другой тип сусла именуется «середина» (исп. yema): виноград бережно давят после того, как стекло сусло-самотёк. Третий тип сусла получается путём отжима остаточной массы.  Брожение всех трёх типов сусла происходит отдельно, весьма медленно и разными способами.  Сироп (колер, арропе) получают путем уваривания в котлах оставшегося сусла на 70% первоначального объёма.

## Классификация
Официальное признание получили 16 разновидностей малаги. Вино классифицируется:
- по содержанию спирта;
- по способу винификации;
- по сроку созревания;
- по цвету;
- по содержанию сахара.

По содержанию спирта:
- природно-сладкие (не более 13 %) — из перезрелого винограда, причём весь алкоголь получен путём естественного брожения винограда[2];
- ликёрные (от 15 % до 22 %) — их получают путём добавления к суслу спирта (до 1906 года использовалась русская водка) и/или уваренного сиропа arrope (как до, так и после завершения ферментации)[2].

По способу винификации:
- вина природно-сладкие;
- вина «маэстро»;
- вина «тиерно».

По сроку созревания в бочках из американского дуба:
- «Málaga Pálibo» — до 6 месяцев,
- «Málaga» — от 6 до 24 месяцев созревания;
- «Málaga Noble» — от 2 до 3 лет;
- «Málaga Añejo» — от 3 до 5 лет;
- «Malaga Trasañejo» — более 5 лет созревания.

По цвету:
- «Dorado / Golden» — золотое, десертное вино без добавления сиропа (arrope);
- «Rojo dorado / Rot gold» — цвета красного золота, ликёрное вино с добавлением сиропа в размере 5%, подвергнутое выдержке в бочках;
- «Oscuro / Brown» — тёмное или, точнее, коричневое, ликёрное вино с добавлением сиропа в размере от 5% до 10%, подвергнутое выдержке в бочках;
- «Color» — «цветное», при созревании добавлено от 10% до 15% сиропа, выдержанное в бочках;
- «Negro / Dulkel» — чёрное, ликёрное вино с добавлением более 15 % сиропа, выдержанное в бочках.

По сахару:
- «Dry Pale / Pale Dry» — вино с содержанием сахара не выше 45 г/л;
- «Pale Cream» — с содержанием сахара выше 45 г/л;
- «Dulce Crema / Cream» — сладкое, содержание сахара от 100 до 140 г/л;
- «Sweet» — с содержанием сахара выше 140 г/л.

- Природно-сладкое (не креплёное) вино
- Бочки вина, выжатого из различных сортов винограда
- Винные этикетки в Музее вина Малаги
- Логотип аппелласьона на бутылке

## История
Винодельческие традиции региона освещает Музей вина в городе Малага. Античные виноделы выпаривали сусло на открытом огне и хранили его в амфорах, выставленных на солнце на террасах. Вино умели изготовлять ещё иберы, а в течение нескольких столетий после 201 года до н. э., когда римляне вытеснили карфагенян, местные вина поставлялись в Рим. 
Виноделие не прекратилось даже во времена арабов, которые смотрели на производство «малагского сиропа» сквозь пальцы, если виноделы уплачивали в казну подобающий штраф, со временем преобразованный в налог. Современное виноделие началось с 1487 года, когда Малагой овладели «христианнейшие монархи». В 1502 году они утвердили хартию цеха виноделов Малаги. 
В XVI и XVII столетиях большие объёмы малагского вина отгружались в Англию и в колонии Латинской Америки, хотя английский рынок после вторжения «Непобедимой армады» оказался на время закрытым для испанских виноделов. Уже в то время началось соперничество производителей малаги с западными соседями — производителями хереса. Старинное андалусское вино производилось путём увяливания винограда и концентрации вина классическим средиземноморским методом «пассито», однако к началу XVIII века основную массу предназначенного на вывоз вина в Малаге и Хересе уже получали так же, как и теперь, то есть посредством крепления. 
В 1791 году испанский посол Гальвес презентовал российской императрице Екатерине II несколько бочек малаги, которая в знак признательности освободила поставки этого вина от пошлин. Подобно хересу и мадере, малага ценилась за способность долго храниться в самых непритязательных условиях, в том числе и после открытия бутылки. На пике успеха Малага экспортировала ежегодно 220 тыс. гектолитров креплёного вина, в англоязычных странах называвшегося Mountain («гора»). При этом за столом андалусцы употребляли в основном сухое (несладкое) белое вино. Посетив Малагу в 1845 году, Василий Боткин записал:
Все окрестные горы покрыты виноградниками, которые производят более пятнадцати сортов вин, и то, что выдают в Европе за мадеру, херес, белый портвейн, суть большею частию произведения малагской почвы. Гавань постоянно наполнена английскими, французскими и американскими судами, осенью огромные массы винограда вывозятся отсюда в Россию, Англию и Америку. Множество иностранных купцов, привлечённых выгодными оборотами, беспрестанно селятся в Малаге, и город постоянно оживлен.
В классической европейской литературе малага часто упоминается как напиток стариков. В стихотворении «Ницца приморская» (1839) Николай Языков признаётся: «Здесь есть и для меня три сладостные блага: Уединённый сад, вид моря и малага». В стихотворении «Малага» он сравнивает с шампанским, которое предпочитал в молодости, «напиток смирный и беспенный, Вино густое, как елей, И чёрное, как смоль, как очи девы горной, И мягкосладкое, как мёд». Когда Фома Опискин в повести Достоевского (1859) спрашивает у владельца усадьбы рюмочку малаги, выясняется, что в доме хранятся четыре бутылки этого вина; при этом его недоброжелатель комментирует: «И вина-то такого спросил, что никто не пьёт! Ну, кто теперь пьёт малагу, кроме такого же, как он, подлеца?»
Упадок малагского виноделия начался с нашествия филлоксеры в 1878 году. Оставшись без заработка, виноградари и виноделы стали переселяться в Латинскую Америку. В частности, многие винодельческие хозяйства Аргентины обязаны своим возникновением приезду специалистов из Малаги. Многие террасные виноградники к северу и востоку от города были попросту заброшены. В конце XX века потребление наиболее сладких десертных вин, к числу которых относится и малага, снизилось до такой степени, что производители стали переходить к производству сухих вин.
В 2001 году для вин крепостью менее 15% (красные, белые, розовые) был создан отдельный аппелласьон Сьеррас-де-Малага (DOP). Помимо полусухих и полусладких, аппелласьон выпускает сухие вина, однако последние считаются непримечательными.

## Аналоги
В продолжение XIX века собственные «малаги» вырабатывались на юге США и в других далёких от Испании краях путём варки сусла в котлах на открытом огне до появления «приятной пригорелой горечи». Уваренные вина типа «малага» выпускались в Армении («Аревшат»), Туркмении («Дашгала») и других советских республиках. Для защиты от подделок цех виноделов Малаги ещё в 1806 году разработал специальные этикетки. 
Крымский винокомбинат «Массандра» выпускает собственный аналог малаги с царских времён. На стол Николая II малага подавалась после жаркого, в качестве дижестива. По дореволюционному прейскуранту бутылка крымской малаги стоила 3 рубля, то есть дороже всех вин «Массандры». Продегустировав бутылку «Малаги Массандры» урожая 1914 года, А. А. Егоров записал: «Цвет тёмно-гранатовый; чувствуется пригорелость; во вкусе хлебный тон; густое, гармоничное, высоких качеств». В современной линейке вин «Массандры» так называемая малага представляет собой сладкое (не креплёное) вино в 13 % оборотов, с характерными «малажными» (то есть карамельными) тонами.
Достаточно близки к малаге производимые чуть севернее сладкие вина Монтильи, однако при их выработке не происходит ни крепления, ни нагревания сусла.

## Мороженое
Специалитетом Малаги также является мороженое с местным изюмом, на протяжении суток перед подачей вымоченным в сладком малагском вине (как правило, из винограда сорта «педро-хименес»).